# La Planète de Shakespeare
Pour les articles homonymes, voir Shakespeare (homonymie).
La Planète de Shakespeare (titre original : Shakespeare's planet) est un roman de science-fiction écrit par Clifford D. Simak publié en 1976.

## Résumé
Carter Horton, unique survivant d'un voyage spatial de près de mille ans se réveille de son état cryonique sur une étrange planète.
Accueilli par Carnivore, une créature à l'allure humanoïde qui dit avoir été éduquée par un humain du nom de Shakespeare, il se rend rapidement compte que des choses étranges se déroulent sur cette planète.
Rejoint par Elayne, une exploratrice galactique, ils découvriront ensemble que cette planète abrite de nombreuses sources d'intelligence et qu'elle sera le théâtre d'évènements dépassant leur compréhension.

## Personnages
- Carter Horton : Humain, unique survivant d'une expédition spatiale destinée à coloniser de nouveaux monde lancée depuis la Terre.
- Elayne : Humaine, exploratrice des tunnels, elle voyage aléatoirement à travers ceux-ci afin d'en établir une carte.
- Carnivore : Créature humanoïde, il possède des tentacules à la place des mains et est un très bon chasseur. Coincé sur la planète il rêve de s'enfuir afin de mener à bien son idéal : affronter des créatures puissantes afin de laisser son nom dans la légende de sa race.
- Nicodème : Robot de bord du vaisseau spatial d'Horton, il possède différents programmes lui permettant de parer à différents besoins. Il semble agile et capable de sentiments, il agit comme un humain.
- Vaisseau : Le vaisseau spatial ayant amené Horton et Nicodème, doué de raison il abrite en son sein trois esprits humains : une dame, un moine et un savant. Son idéal est de réussir à fusionner les trois esprits afin et de devenir une entité inconnue qui dépasserait tout ce qui est imaginable.

## Les technologies de déplacement
Il existe deux technologies pour se déplacer de planète à planète : 
- Le voyage spatial "classique", utilisé par Horton à bord d'un Vaisseau spatial doué de raison car accueillant en son sein trois esprits humains. Cette technologie est peu efficace et oblige les humains à se mettre en état d'hibernation artificielle, le vaisseau allant moins vite que la vitesse de la lumière, les voyages prennent donc des centaines voir des milliers d'années.
- Les tunnels, étrange technologie mise en place par une intelligence inconnue, ils permettent le voyage instantané de planète à planète. Dotés d'une sorte de tableau de bord ils permettraient en principe de régler la destination mais sont utilisés par la plupart des voyageurs comme de simples portes de sortie emmenant son passager sur une planète aléatoire.

## Éditions
- Clifford D. Simak, La Planète de Shakespeare, édition Denoël, 1977.